# Arnold van Zyl
Arnold van Zyl (* 1. April 1959 in Swellendam, Südafrika) ist Ingenieur und Hochschullehrer. Von 2012 bis 2015 war er Rektor der Technischen Universität Chemnitz. Van Zyl war von Februar 2016 bis Januar 2022 Präsident der Dualen Hochschule Baden-Württemberg.

## Leben
Van Zyl studierte an der Universität Kapstadt Chemical Engineering und promovierte 1987 zum PhD in Ingenieurwissenschaften. Es folgten Auslandsaufenthalte in Deutschland, Belgien und den USA. Von 1987 bis 1990 war er am Max-Planck-Institut für Festkörperforschung in Stuttgart tätig. Anschließend wechselte er zum Automobilhersteller Daimler AG, für den er in Stuttgart, Ulm und Brüssel in der Forschung und Entwicklung in leitenden Funktionen tätig war. Von 2001 bis 2007 war er als Leiter verschiedener Fachverbände Interessenvertreter des europäischen Automobilsektors in San Diego und Brüssel. Von 2008 bis 2012 war van Zyl Vize-Präsident für Forschung und Innovation an der Universität Stellenbosch in Südafrika und zugleich Professor an der Fakultät Ingenieurwissenschaften.
Am 18. Oktober 2011 wurde er im dritten Wahlgang zum Amtsnachfolger von Klaus-Jürgen Matthes als Rektor der TU Chemnitz gewählt. Für ihn stimmten 29 Mitglieder des Erweiterten Senats, auf seinen Gegenkandidaten Wolfram Hardt entfielen 19 Stimmen. Er hat sein Amt am 1. April 2012 angetreten.
Am 25. September 2015 wurde er zum Nachfolger von Reinhold R. Geilsdörfer als Präsident der Dualen Hochschule Baden-Württemberg gewählt. Er hat seine auf 6 Jahre befristete Amtszeit am 1. Februar 2016 angetreten. Seinen Weggang aus Chemnitz begründete van Zyl, weil er seinen Gestaltungsspielraum als Rektor durch die Vorgaben der sächsischen Hochschulpolitik, die unter anderem einer Verringerung der Studentenzahlen an der TU Chemnitz um ein Fünftel und eine Reduzierung der Studiengänge vorsieht, reduziert sieht. Zur Dualen Hochschule äußerte er sich, dass ihm ein Porsche versprochen wurde, er jedoch einen VW-Käfer vorgefunden habe.
Von der Tongji-Universität in China und der Universität Stellenbosch erhielt er in 2007 jeweils den Titel Ehrenprofessor. Er ist Mitglied der Academy of Science of South Africa und Fellow der South African Academy of Engineering.